# Darryl Strawberry
Darryl Eugene Strawberry (* 12. března 1962 Los Angeles) je bývalý americký baseballista. Hrál na pozici pravého polaře.
Na střední škole hrál za Crenshaw High School. V roce 1980 byl draftován do profesionální Major League Baseball, kde v roce 1983 debutoval v klubu New York Mets. Ve své první sezóně byl vyhlášen nejlepším nováčkem ligy a v roce 1986 vyhrál s Mets Světovou sérii. V letech 1991 až 1993 působil v Los Angeles Dodgers, pak strávil sezónu v San Francisco Giants. Roku 1995 podepsal smlouvu s týmem New York Yankees a v jeho dresu vyhrál světovou sérii v letech 1996 a 1999. V únoru 2000 měl Strawberry pozitivní test na kokain a komisař Bud Selig mu zakázal startovat v lize, rozhodl se proto ukončit kariéru.
Celkem odehrál v MLB sedmnáct sezón. Ve své kariéře dosáhl 335 homerunů. V roce 1988 zaznamenal 39 homerunů, nejvíc ze všech hráčů ligy. V letech 1984 až 1991 byl osmkrát v řadě nominován na Major League Baseball All-Star Game. Dvakrát získal cenu pro nejlepšího hráče v poli Silver Slugger Award (1988 a 1990). 
Po ukončení kariéry byl instruktorem v klubu Mets a sportovním komentátorem, provozoval také restauraci Strawberry’s Sport Grill v Queens. Úspěšně bojoval se závislostí na drogách a sexu i s kolorektálním karcinomem, v roce 2024 přežil infarkt myokardu. Hlásí se k evangelikalismu a založil nadaci pro děti s autismem. Spolu s Johnem Strausbaughem napsal autobiografii Straw: Finding My Way. Sedmkrát byl na obálce časopisu Sports Illustrated. Účinkoval v epizodě Homer na pálce seriálu Simpsonovi a v reality show The Celebrity Apprentice.
Jeho syn D. J. Strawberry byl profesionálním basketbalistou a vyhrál tureckou ligu s klubem Karşıyaka Basket.